# Le Faucon
A Le Faucon (magyarul: A sólyom, ukránul: Сокіл) az ukrán Dmitrij Sztyepanovics Bortnyanszkij zeneszerző 1786-ban írt operája, melynek eredeti francia szövegkönyvét Franz-Hermann Lafermièred írta. A premierre 1786. október 11-én Gatcsinában került sor.
Az operában jelen van a vokális és a szokványos párbeszéd is. A története megegyezik Boccaccio  Dekameronjának 5. és 9. történetével. Ugyanezt dolgozza fel M. Sedena Sólyom című műve is, amihez a librettót Monsini készítette el.
A szövegkönyv ukrán fordítását 1990-ben készítették el.

## Összefoglalás
1. felvonás. Federigo egy nemesember, aki beleszeretett Lady Elvirűba. Majdnem teljes vagyonát ráköltötte, hogy felkeltse a nő érdeklődését, de nem járt sikerrel. Így hű szolgálójával, az Elviránál dolgozó Marinába szerelmes Pedreillóval hazatér a farmjára. Úgy tűnik, otthon semmi más nem érdekli, mint kedvenc madara, a sólyma.
Elvira egy gazdag özvegy, akinek minden figyelmét leköti fia egészsége, és nem foglalkozik a szerelemmel. A felvonás azzal a komikus jelenettel zárul, mikor két doktor is Marinát akarja meggyógyítani Elvira beteg fia helyett.
2. felvonás  Federigót otthon Pedrillo és nővére lánya, Jeanette Gregoire szórakoztatja. Ennek ellenére nem múlik a szomorúsága. Elvira és Marina hirtelen megjelennek a színen, és Federigo vacsorával kínálja őket.
III. felvonás Miközben Jeanette Gregoire énekel, urak érkeznek a házhoz. Végül kiderül Elvira látogatásának valódi oka. El akarta kérni Federigo sólymát, hogy felvidíthassa vele a fiát. Federigo azonban bevallja, hogy a madarat meg kellett főznie ebédre. Nem volt már más étele. A szerencsétlen madár sorsa mély benyomást gyakorolt Elvirára, és végül így szeretett bele Federigóba. Egy szerelmes duettet kezdenek énekelni, amihez a szolgáik is csatlakoznak a végén.